# (72559) 2001 EZ5
(72559) 2001 EZ5 – planetoida z pasa głównego asteroid okrążająca Słońce w ciągu 5,27 lat w średniej odległości 3,03 j.a. Odkryta 2 marca 2001 roku.